# アデリーランド隕石
アデリーランド隕石（アデリーランドいんせき、Adélie Land meteorite）は1912年12月5日に南極のアデリーランドで発見された隕石である。オーストラリアのダグラス・モーソンによって率いられた南極探検隊のフランク・ビッカートンが発見した。約1kgの重さでL5に分類される普通コンドライトである。研究のためスライスされ、オーストラリア博物館に展示されている。

## 概要
アデリーランド隕石は､南極で最初に発見された隕石であるが、1970年代の終わり頃から南極で大量の隕石が見つけられるようになり、隕石採集のための調査が南極で行われるようになった。南極に落下した隕石は氷河によって運ばれ、ある種の条件の場所に集積される。氷に閉じこめられた隕石は、氷全体が上昇し、溶けることによって表面にうきあがってくる。隕石が大気中で融解するために隕石は黒く変色しているので発見が容易である。さらに南極の条件は低温で乾燥しているために、地球の物質による隕石の汚染が少なく風化も少ない利点がある。隕石中の有機物の存在の研究に適している。